# Zjores Alfjorov
Zjores Ivanovitj Alfjorov, född 15 mars 1930 i Vitsebsk i Vitryssland i dåvarande Sovjetunionen, död 1 mars 2019 i Sankt Petersburg, en rysk nobelpristagare i fysik. Han tilldelades år 2000 priset för "utvecklingen av halvledarheterostrukturer för höghastighets- och optoelektronik". Han delade halva prissumman med tysken Herbert Kroemer. Den andra halvan tilldelades amerikanen Jack S. Kilby.
Alfjorov tog doktorsgrad i fysik och matematik 1970 vid A.F. Ioffe Physico-Technical Institute i S:t Petersburg (dåvarande Leningrad) i Ryssland. Han har varit föreståndare för detta institut sedan 1987.
Alfjorov, och Kroemer, har uppfunnit och utvecklat snabba opto- och mikroelektroniska komponenter, som bygger på skiktade halvledarstrukturer, så kallade halvledarhetero-strukturer. Snabba transistorer byggda med heterostrukturteknik finns bland annat i radiosatellitlänkar och i basstationerna för mobil telekommunikation. Laserdioder byggda med samma teknik ingår i tekniken för Internets optiska fibrer. De finns också i cd-spelare, streckkodsläsare och laserpekare med mera. Med heterostrukturteknik byggs också ljusstarka lysdioder som används i bromsljus på bilar, trafikljus och andra varningsljus.

## Utmärkelser
- Asteroiden 3884 Alferov är uppkallad efter honom.[11]

- Hedersmärke-orden,  1959[12]
- Stuart Ballantine-medaljen,  1971[13]
- Leninpriset,  1972
- Oktoberrevolutionsorden,  1980[12]
- Sovjetunionens statliga pris,  1984[12]
- Leninorden,  1986[12]
- Joffe Prize,  1996[12]
- Förtjänstfull kraftingenjör i Ryska federationen,  21 juni 1996[14]
- Alexander Popovs guldmedalj,  1999[12]
- Demidov-priset,  1999[15]
- Nick Holonyak Jr. Award,  2000[16]
- Nobelpriset i fysik, med  Herbert Kroemer och Jack S. Kilby,  2000[17][18]
- Certificate of Honor of the Council of Ministers of the Republic of Belarus,  23 mars 2000[19]
- Hedersmedborgare i Sankt Petersburg,  2001[20]
- Ryska federationens statspris,  2001
- Kyotopriset för avancerad teknologi,  2001[21]
- Francysk Skaryna-orden,  17 maj 2001[22]
- SPIE-guldmedaljen,  2002[23]
- Æresborger av Minsk,  2002
- Doctorat honoris causa de l'Institut national des sciences appliquées de Toulouse,  9 april 2002[24]
- Hedersmedborgare i Vitsebsk,  2003
- Femte klass av Jaroslav den vises orden,  15 maj 2003[25]
- Global Energy Prize,  2005
- Ryska fäderneslandets förtjänstorden av första graden,  14 mars 2005[26]
- AAAS Fellow,  2008[27]
- Orden för vänskap mellan folken,  22 januari 2009
- Officer av Hederslegionen,  november 2011[28][29]
- Hedersdoktor vid Statsuniversitetet i Voronezj,  2013[30]
- Alexander-Nevskij-orden,  2015[12]
- Certificate of Honor of the National Assembly of the Republic of Belarus,  4 mars 2015[31]
- Medalj till minne av St. Petersburgs 300-årsjubileum
- Medaljen till minne av Leningrads 250-årsjubileum
- Jubileumsmedalj "Ryska flottan 300 år"
- Konstantin den stores orden[32]
- Arbetets Röda Fanas orden
- ”Veteran av arbetet”-medaljen
- Hedersintyg från Ryska federationen
- Nizami Ganjavi-guldmedaljen
- Jubileumsmedalj ”För firandet av 100-årsdagen av Vladimir Lenins födelse”

[Redigera Wikidata]